# مقاطعة لاندر (نيفادا)
مقاطعة لاندر (بالإنجليزية: Lander County)‏ هي إحدى مقاطعات ولاية نيفادا في الولايات المتحدة الأمريكية.